# Léon Noël
Léon Philippe Jules Arthur Noël (28 de março de 1888-6 de agosto de 1987) foi um diplomata e político francês.

## Biografia
Nasceu em Paris em 1888. Formou-se em Direito em 1912 e alcançou o posto de Conseiller d'État.  Em 1927 foi Délégué Général do Alto Comissariado da República Francesa na Renânia.
Em 1930 foi Préfet do departamento de Haut-Rhin, ministro plenipotenciário em Praga (1932–1935) e Ambassadeur de France na Polónia (1935–1939).
Representou o Ministério dos Negócios Estrangeiros do seu país no Segundo Armistício de Compiègne em 22 de junho de 1940. Foi nomeado delegado-geral nos territórios ocupados em 9 de julho de 1940. Dez dias depois demitir-se-ia e aderiu à causa de de Gaulle em 1943.
Foi deputado na Assembleia Nacional da França pelo RPR (1951–1955). Foi o primeiro presidente do Conselho Constitucional da República Francesa (1959–1965).

## Distinções
- Grand'croix (Grã-Cruz) da Ordem Nacional da Legião de Honra
- Grand'croix (Grã-Cruz) da Ordem Nacional do Mérito
- Krzyż Wielki (Grã-Cruz) da Ordem da Polónia Restituta